# Sabellianismus
Sabellianismus představuje jednu z podob modalismu, teologické nauky, kterou na začátku 3. století šířil především Sabellius v Římě.
Sabellius učil, že existují božské monády, které se zjevují jako Otec, Syn a Duch Svatý. Bůh se jako Otec zjevuje, když je stvořitel a zákonodárce, jako Syn, když je vykupitel, a jako Duch, když daruje milost. To jsou tři modi, které zjevují tutéž a jednu božskou osobu. Logos představoval pro Sabellia a pro Pavla ze Samosaty manifestaci Božího rozumu. Trojice se tedy v Bohu týká pouze vztahů v sobě jediného Boha vůči sobě a vůči světu. Vtělením Bůh přestává být Otcem, nanebevstoupením přestává být Synem.
Sabellianismus odsoudila synoda v Římě roku 262.
Modalistickou a sabelliánskou nauku vyznávají dnes některé skupiny letničního hnutí.[zdroj?]